# Lasioglossum pertasmaniae
Lasioglossum pertasmaniae är en biart som först beskrevs av Rayment 1953.  Lasioglossum pertasmaniae ingår i släktet smalbin, och familjen vägbin. Inga underarter finns listade i Catalogue of Life.